# امکا اگوگوا-همیلتون
امکا اگوگوا-همیلتون (انگلیسی: Amaka Agugua-Hamilton؛ زادهٔ ۱۳ آوریل ۱۹۸۳) بازیکن بسکتبال اهل ایالات متحده آمریکا است.